# Mahi Binebine
Mahi Binebine (arabsky ماهي بنيبين‎; 1959 Marrákeš) je marocký malíř a prozaik. Binebine napsal šest románů, které byly přeloženy do různých jazyků.

## Životopis
Mahi Binebine se narodil v roce 1959 v Marrákeši a v roce 1980 se přestěhoval do Paříže, aby pokračoval ve studiu matematiky, kterou učil osm let. Poté se věnoval psaní, malbě i sochařství. Napsal několik románů, které byly přeloženy do tuctu jazyků. Emigroval do New Yorku, kde byl v letech 1994 až 1999. Jeho obrazy jsou součástí stálé sbírky v Guggenheimově muzeu v New Yorku. V roce 2002 se vrátil do Marrákeše, kde v současnosti žije a pracuje. Částečně žije ale také v Paříži.
V roce 2011 byl v Maroku natočen jako celovečerní film s názvem Boží koně (anglicky Horses of God, francouzsky Les chevaux de Dieu), který režíroval Nabil Ayouch a v roce 2012 vyhrál na Filmovém festivalu v Cannes.

Poprvé se jeho jméno v kontextu české kultury objevilo v roce 2014, když se zúčastnil Festivalu spisovatelů Praha věnovanému Maroku. Podruhé se představil v Praze na Festivalu spisovatelů Praha v roce 2020. 

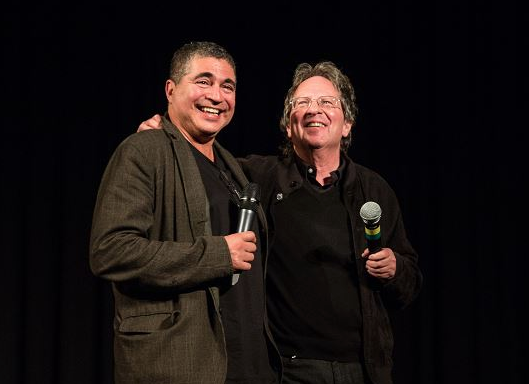
Spisovatel Mahi Binebine (vlevo) a prezident Festivalu spisovatelů Praha Michael March, 2014

Představil svůj úspěšný román a zároveň film Boží koně ze Sidi Moumen (Les étoiles de Sidi Moumen, Flammarion), který k této příležitosti vyšel v roce 2014 v nakladatelství Práh v překladu Jany Petrové. Divadelní dramatizace silného příběhu ztvárňujícího náboženský fundamentalismus se později ujal režisér Jakub Čermák z divadla Feste.
Napsal deset románů a patří k nejpřekládanějším současným marockým autorům. Píše ve francouzštině.

## Dílo
- Le Sommeil de l´esclave (nepřeloženo do češtiny), 1992
- Les funérailles du lait, 1994
- L´Ombre du poète (nepřeloženo do češtiny), 1997
- Cannibales, 1999
- Pollens, Ed. Fayard 2001
- Terre d'ombres brulée, 2004
- Boží koně ze Sidi Moumen (Les étoiles de Sidi Moumen), 2010
- Le Seigneur vous le rendra, 2013
- Le fou du Roi, 2017
- Rue du Pardon, 2019